# Paula Underwood
Paula Underwood, també coneguda com a Turtle Singing Woman (1932- Califòrnia, 2000), és una historiadora oral oneida, filla de l'historiador tribal Sharp-Eyed Hawk. Autora de Who Speaks for Wolf, Winter White, Summer Gold (1994) i Many Circles, Many Paths (1994), així com The Walking People: A Native American Oral History (1993).